# Petre Dumitru
Petre Dumitru (ur. 11 listopada 1957 w mieście Slobozia) – rumuński sztangista.
Dwukrotny olimpijczyk (1980, 1984), srebrny medalista olimpijski (1984) oraz wicemistrz świata (1984) w podnoszeniu ciężarów. 
Startował w wadze lekkociężkiej (do 82,5 kg) oraz półciężkiej (do 90 kg).

## Osiągnięcia

### Letnie igrzyska olimpijskie
- Los Angeles 1984 –  srebrny medal (waga półciężka)

### Mistrzostwa świata
- Los Angeles 1984 –  srebrny medal (waga półciężka) – mistrzostwa rozegrano w ramach zawodów olimpijskich